# Joseph Louis Felix Garrigou

Felix Garrigou

Joseph Louis Felix Garrigou (* 16. September 1835 in Tarascon-sur-Ariège; † 18. März 1920) war ein französischer Mediziner und Gerichtschemiker. 
1860 promovierte er in Paris zum Dr. en.-med. und wurde dann Badearzt in Ax-les-Thermes in den Pyrenäen. 1869 wurde er gerichtlicher Chemiker in Luchon und Direktor des Laboratoriums für Agrikultur-Chemie in Toulouse. 1891 wurde er Professor der Medizin. Er war Präsident der Académie des sciences in Toulouse. Im Jahr 1895 gründete er in Luchon, Haute-Garonne, eine Schule für Hydrologie.
Er leistete Beiträge zur Hydrologie, Toxikologie und Metallotherapie. Ferner konstruierte er viele hygienemedizinische Apparate. 
Mit dem Arzt Félix Régnault unternahm er prähistorische Forschungen.